# (175730) Gramastetten
(175730) Gramastetten ist ein Asteroid des Hauptgürtels, der am 18. Februar 1998 auf der Sternwarte Davidschlag in der Nähe von Linz in Österreich entdeckt wurde.
Die Helligkeit des Himmelskörpers wurde mit 17,23 Magnituden festgestellt.
Der Asteroid wurde am 12. Januar 2017 nach dem Ort Gramastetten im Mühlviertel benannt, wo sich auch eine Außenstelle der Johannes-Kepler-Sternwarte Linz befindet.